# Euploea vonara
Euploea vonara är en fjärilsart som beskrevs av Hans Fruhstorfer 1910. Euploea vonara ingår i släktet Euploea och familjen praktfjärilar. Inga underarter finns listade i Catalogue of Life.